# 自治领剧院
自治领剧院（Dominion Theatre）是一座西区剧院，位于伦敦卡姆登区的托特纳姆宮路，靠近圣吉尔斯圆环和中间点大楼。
自治领剧院建于1928-1929年，钢架建筑，波特兰石立面。剧院所在地原为马鞋啤酒厂（Horse Shoe Brewery），即1814年伦敦啤酒淹灾的发生地点。